# Armand Gaultier de La Guistière (1791-1856)
Pour les articles homonymes, voir Armand Gaultier de La Guistière et Gaultier.
Armand Gaultier de La Guistière (30 octobre 1791, Rennes - 23 février 1856, Rennes), est un homme politique français.

## Biographie
Il entra dans l'administration et fut conseiller de préfecture d'Ille-et-Vilaine. Candidat officiel du gouvernement impérial, il fut, le 4 septembre 1853, élu député au Corps législatif dans la 1re circonscription d'Ille-et-Vilaine, en remplacement de Pongérard, nommé receveur général.
Il siégea dans la majorité dynastique et vota avec elle jusqu'en 1856, époque de son décès. Il fut remplacé, le 13 avril de cette année, par le marquis de Piré. Chevalier de la Légion d'honneur.
Gendre de François Marie Sauveur de La Villeraye, commissionnaire des guerres, il est le père d'Armand Gaultier de La Guistière.

## Sources
- « Armand Gaultier de La Guistière (1791-1856) », dans Adolphe Robert et Gaston Cougny, Dictionnaire des parlementaires français, Edgar Bourloton, 1889-1891 [détail de l’édition]